# Тайганське водосховище
Тайганське водосховище (крим. Tayğan yapma gölü) — штучна прісна водойма в Білогірському районі Криму. Розташоване неподалік міста Білогірськ.
Облаштоване в 1934–1938 роках на Джайваганській балці лівої притоки річки Біюк-Карасу. Отримало назву за населеним пунктом Тайган (з 1945 р. — Озерне). Було споруджене для зрошення прилеглих сільськогосподарських земель та рибного господарства.
Зариблене, поширені щука, окунь, судак, білий амур.
На березі водосховища розташований Парк левів «Тайган».

## Гідрографія
Наповнюється стоком з Білогірського водосховища.
- довжина: 2 км,
- найбільша ширина: 2,28 км,
- максимальна глибина: 16,5 м,
- площа дзеркала: 200 га,
- об'єм: 13,8 млн м³.

## Стан водосховища
З 2014 року водосховище почало стрімко висихати з причин, які виникли внаслідок окупації Криму Росією та подальшого конфлікту між суб'єктами господарювання України та російською окупаційною владою у Криму.
Станом на початок червня 2018 водосховище практично висохло.
21 січня 2019 року об'єм води у Білогірському водосховищі досяг 19,5 млн м³, що дозволило почати наповнення Тайганського в якому до цього часу залишався 1 млн м³. Наприкінці лютого наповнення тривало і досягло 11 млн м³ або 80%. До середині березня водосховище було заповнено вщерть, у Білогірському водосховищі залишався вільний запас об'ємом 4 млн м³ для прийняття паводкових вод. На початку квітня наповнення Тайганського водосховища становило 99,8%.